# Lawrence Gonzi
Lawrence Gonzi, född 1 juli 1953 i Pietà, Malta, är en maltesisk politiker (Partit Nazzjonalista) som 2004-2013 var Maltas premiärminister. 2004-2008 var han även finansminister samtidigt som premiärminister, och som sådan anses han ha utfört viktiga åtgärder, som låg till grund för att Malta 2008 kunde införa euron som valuta.
2008 vann han det nationella parlamentsvalet och blev återvald som premiärminister. I valet 2013 förlorade hans parti mot Partit Laburista och Gonzi valde följaktligen att även avgå som partiledare för Partit Nazzjonalista.